# David Pratt, 6. Marquess Camden
David George Edward Henry Pratt, 6. Marquess Camden (* 13. August 1930) ist ein britischer Peer und parteiloser Politiker.

## Leben und Karriere
Pratt ist der ältere des John Pratt, 5. Marquess Camden  (1899–1983) aus dessen erster Ehe mit Marjorie Jenkins († 1989).
Er besuchte das Eton College.
Später diente als Second Lieutenant der Scots Guards in der British Army.
Von 1958 bis 1969 war er Direktor der Clive Discount Company.
Er ist Mitglied der Hereditary Peerage Association. Pratt bewohnt das Anwesen Wherwell House in Andover, Hampshire (Stand: 2003).

## Mitgliedschaft im House of Lords
Beim Tod seines Vaters 1983 erbte Pratt dessen Titel als Marquess Camden und den damals damit verbundenen Sitz im House of Lords. Zuletzt (1997) war er durch einen vom House of Lords vergebenen Leave of Absence beurlaubt.
Seinen Sitz verlor er durch den House of Lords Act 1999. Für einen der verbleibenden Sitze hatte er sich nicht zur Wahl aufgestellt.
Auch bei späteren Nachwahlen trat er nicht an. Er ist nicht im Register Of Hereditary Peers verzeichnet.

## Familie
Pratt heiratete am 20. April 1961 Virginia Ann Finlaison, die einzige Tochter von Francis Harry Hume Finlaison.
Sie ließen sich 1984 scheiden. Zusammen haben sie zwei Söhne und eine Tochter.
Der ältere Sohn, James Pratt, Earl of Brecknock (* 1965), ist der Heir apparent.